# Distemonanthus benthamianus
Genre
Espèce
Classification phylogénétique
Synonymes
- Distemonanthus laxus Oliv.[2]

Distemonanthus benthamianus est une espèce de plantes à fleurs dicotylédones de la famille des Fabaceae, sous-famille des Caesalpinioideae. C'est un arbre originaire d'Afrique occidentale et équatoriale. C'est l'unique espèce acceptée du genre Distemonanthus (genre monotypique).
En menuiserie, le bois issus de cette espèce est appelé Movingui ou eyen/ayan.